# Horodîșce, Bahmaci
Horodîșce (în ucraineană Городище) este localitatea de reședință a comunei Horodîșce din raionul Bahmaci, regiunea Cernihiv, Ucraina.

## Demografie
Componența lingvistică a localității Horodîșce
     Ucraineană (98,94%)
     Alte limbi (1,05%)
Conform recensământului din 2001, majoritatea populației localității Horodîșce era vorbitoare de ucraineană (98,94%), existând în minoritate și vorbitori de alte limbi.